# Kampung Aie
Kampung Aie is een bestuurslaag in het regentschap Simeulue van de provincie Atjeh, Indonesië. Kampung Aie telt 1639 inwoners (volkstelling 2010).